# سفارة جمهورية غيانا في واشنطن العاصمة
سفارة جمهورية غيانا التعاونية في واشنطن العاصمة وهي البعثة الدبلوماسية لجمهورية غيانا في الولايات المتحدة الأمريكية، تأسست سفارة غيانا في عام 1966، اما البعثة الدائمة فتأسست عام 1991.
عُين رياض إنسانالي سفيراً ثامنًا لغويانا لدى الولايات المتحدة والممثل الدائم الرابع لمنظمة الدول الأمريكية.
في تنفيذ وتعزيز أهداف السياسة الخارجية لحكومة غيانا، تسعى السفارة إلى: 
- التمسك بسيادة غيانا وسلامتها الإقليمية؛
- تعزيز العلاقات السياسية والاقتصادية مع الولايات المتحدة والدول الأخرى الممثلة في واشنطن العاصمة وفي منظمة الدول الأمريكية؛
- تعزيز وتسهيل فرص الاستثمار والتجارة والأعمال والسياحة لغيانا؛ و
- تلبية الاحتياجات القنصلية لسكان غيانا في الولايات المتحدة، بالإضافة إلى دعم مواطني غيانا الراغبين في الهجرة.

بالإضافة إلى السفارة في واشنطن العاصمة، توجد قنصلية عامة في مدينة نيويورك وقناصل فخريون في أتلانتا وجورجيا وميامي وفلوريدا ولوس أنجلوس وكاليفورنيا.

## روابط خارجية
- Official website
- wikimapia